# Вивих ліктя
Вивих ліктьового суглоба — це стан, коли плечова кістка перестає контактувати з ліктьовою кісткою в ліктьовому суглобі. Симптоми включають деформацію та сильний біль у лікті. Ускладнення можуть включати обмеження рухливості або зниження амплітуди рухів у суглобі.
Зазвичай причиною є травма, зокрема падіння. Серед видів спорту вивихи ліктя найчастіше трапляються у  боротьбі та гімнастиці. Механізм ушкодження передбачає, принаймні, травму зв’язок навколо ліктя. Діагноз підтверджується за допомогою рентгенографії. Розрізняють такі типи вивихів: прості (75%), як правило, якщо немає перелому, і складні — коли вивих поєднується з переломом кістки.
Початкове лікування включає репозицію суглоба. Після цього лікоть зазвичай іммобілізують шиною або слінгом під кутом 90 градусів. У разі повторного вивиху після репозиції або наявності перелому може знадобитися хірургічне втручання. Раннє виконання вправ на відновлення рухливості в ліктьовому суглобі є важливою частиною реабілітації.
Вивихи ліктя зустрічаються рідко. Водночас вони є другими за частотою серед вивихів великих суглобів і трапляються приблизно у 1 з 20 000 людей щорічно. Найчастіше такі ушкодження спостерігаються у підлітків і молоді віком від 10 до 20 років, причому частіше у чоловіків.